# Tavče gravče
Tavče gravče (makedonsky тавче гравче) nebo fasulotavas (řecky φασουλοταβάς) (česky zapečené fazole) je tradiční makedonský pokrm. Připravuje se z čerstvých fazolí a najdeme ho téměř ve všech restauracích v Severní Makedonii a v celé oblasti řecké Makedonie a makedonské diaspory. Podává se v tradiční makedonské keramické zapékací misce. Tavče gravče je považováno za národní pokrm Severní Makedonie. Fazole mohou být konzumovány s různými masy. Tavče gravče připravené v tetovském stylu je všeobecně známo po celé Severní Makedonii.

## Složení
Každá kuchyně používá jiné přísady a také má svůj vlastní způsob přípravy. Základními ingrediencemi jsou fazole, cibule, olej, sušená červená paprika, červený a černý pepř, sůl a petrželka.

## Příprava
Fazole se očistí a poté namočí na 3 hodiny do studené vody, aby změkly. Pak se dají vařit v hrnci. Jakmile se voda poprvé začne vařit, je vylita a nahrazena čerstvou vodou. Pak se přidá cibule a pepř. Zvlášť na pánvi se osmaží cibule spolu s paprikou. Když jsou fazole uvařeny, vloží se do keramické misky společně s cibulí a paprikou a vše se dobře promíchá. Přiklopí se pokličkou a dá do trouby péci při teplotě 220 °C. Během pečení je třeba opatrnosti, protože fazole nesmí vyschnout.
Keramická miska nedává jídlu jen tradiční vzhled, ale udržuje fazole v teple i během podávání.